# Großsteingräber bei Mehmke
Die Großsteingräber bei Mehmke sind zwei erhaltene megalithische Grabanlagen der jungsteinzeitlichen Tiefstichkeramikkultur nahe Mehmke, einem Ortsteil von Diesdorf im Altmarkkreis Salzwedel, Sachsen-Anhalt. Der Flurname „Steenkamp“ deutet auf ein drittes, zerstörtes Grab hin.

## Lage
Die beiden Gräber liegen etwa 600 m nordöstlich des Dorfzentrums von Mehmke. Grab 2 ist das südliche, Grab 3 befindet sich 160 m nordnordöstlich von diesem. 3 km westsüdwestlich liegen die Großsteingräber bei Bornsen.

## Forschungsgeschichte
Die Gräber wurden erstmals 1843 durch Johann Friedrich Danneil beschrieben. In den 1890er Jahren führten Eduard Krause und Otto Schoetensack eine erneute Aufnahme der Großsteingräber der Altmark durch. Seit 1972 werden die Gräber durch den Verein „Junge Archäologen der Altmark“ regelmäßig gereinigt und von Bewuchs befreit. 2003–04 erfolgte eine weitere Aufnahme und Vermessung aller noch existierenden Großsteingräber der Altmark als Gemeinschaftsprojekt des Landesamts für Denkmalpflege und Archäologie Sachsen-Anhalt, des Johann-Friedrich-Danneil-Museums Salzwedel und des Vereins „Junge Archäologen der Altmark“.

## Beschreibung

### Grab 2

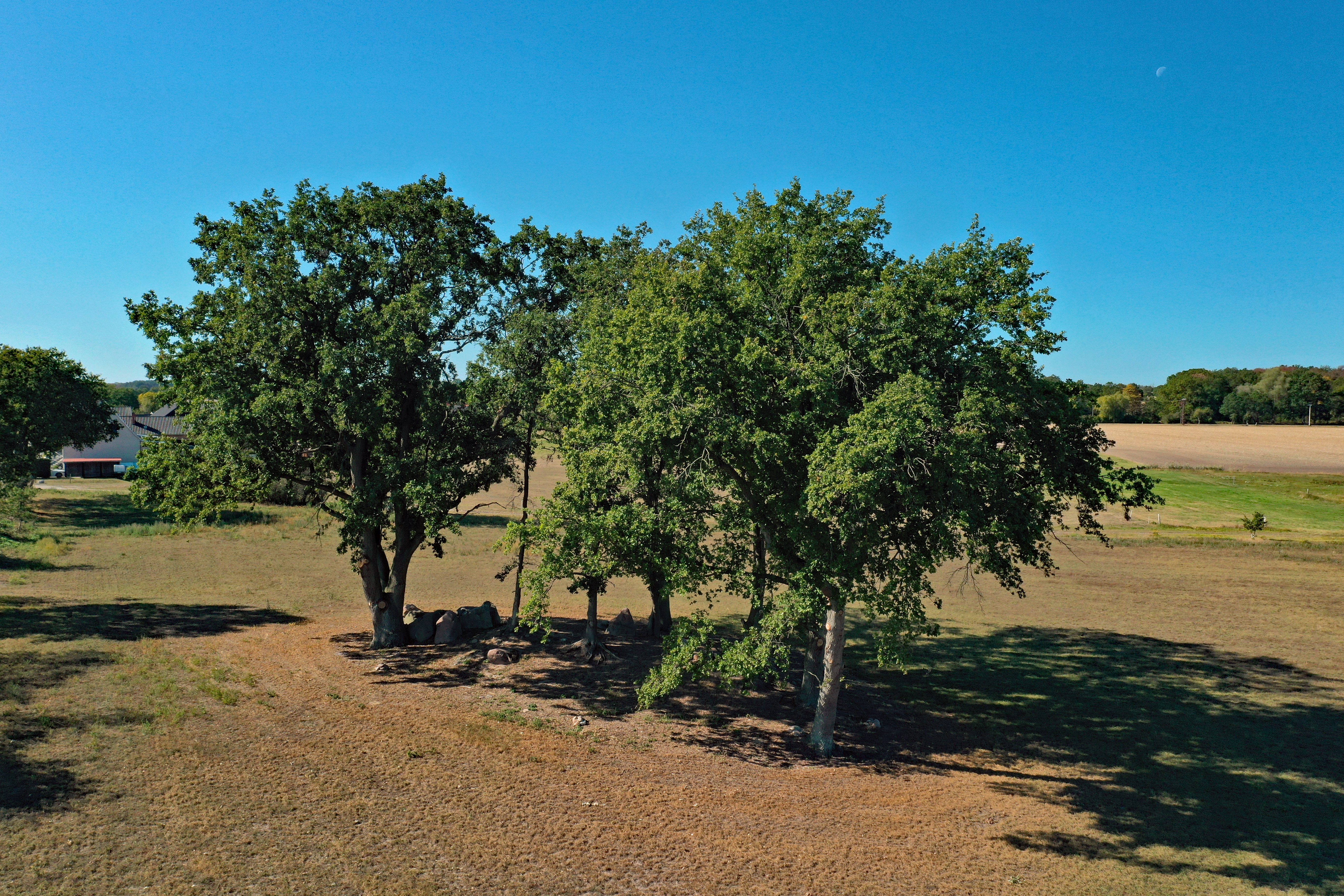
Luftbild von Grab 2

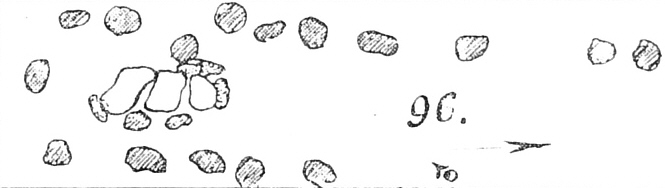
Grundriss des Grabes Mehmke 2 nach Krause/Schoetensack

Grab 2 gehört zum Typ der Großdolmen. Der Grabhügel ist nordost-südwestlich orientiert. Er ist 21 m lang und 11 m breit, seine Höhe beträgt einen Meter. Die Grabeinfassung ist nordost-südwestlich orientiert und war ursprünglich vermutlich rechteckig. Sie ist mindestens 19,5 m lang und 5,2 m breit. 13 der Einfassungssteine sind erhalten, befinden sich größtenteils aber nicht mehr an ihrem ursprünglichen Standort.
Die Grabkammer ist nordost-südwestlich orientiert und befindet sich im südlichen Teil der Einfassung. Sie bestand ursprünglich aus acht Tragsteinen, von denen noch fünf erhalten sind sowie drei Decksteinen, die alle erhalten sind. Die meisten Steine sind allerdings umgestürzt. Der größte Deckstein misst 1,9 m × 1,2 m × 0,7 m. Die Kammer ist rechteckig und besitzt die Innenmaße 4,0 m × 1,4 m.

Großsteingrab Mehmke 2, Details
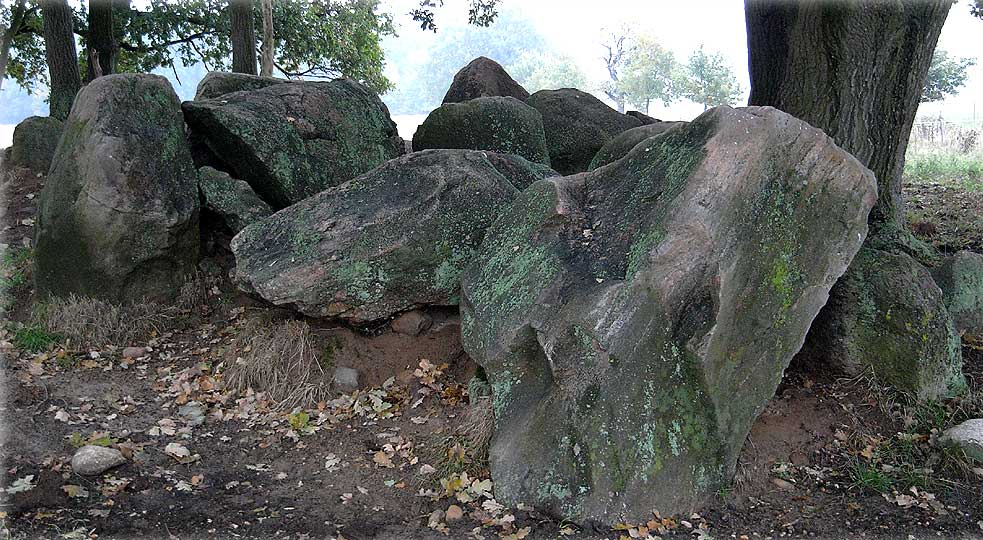
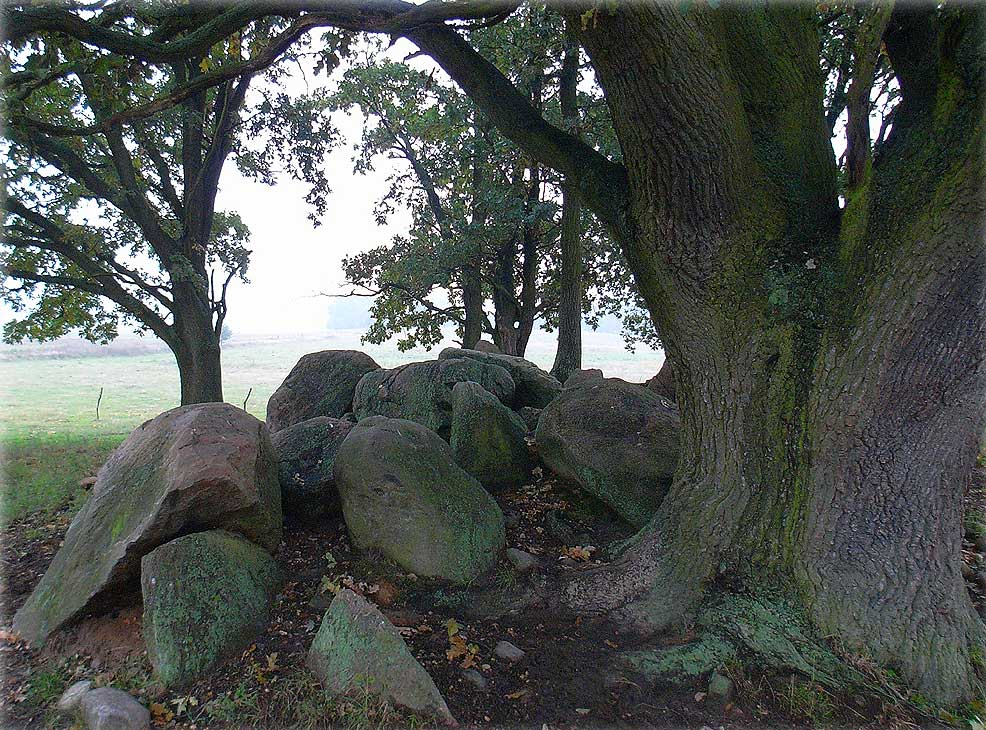
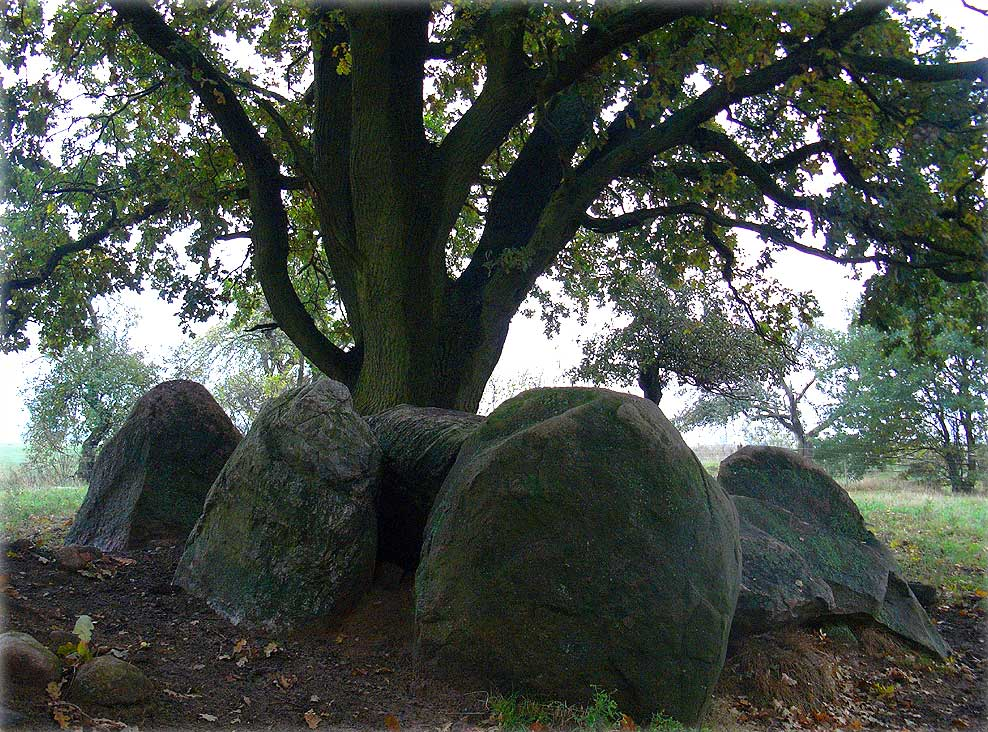

### Grab 3

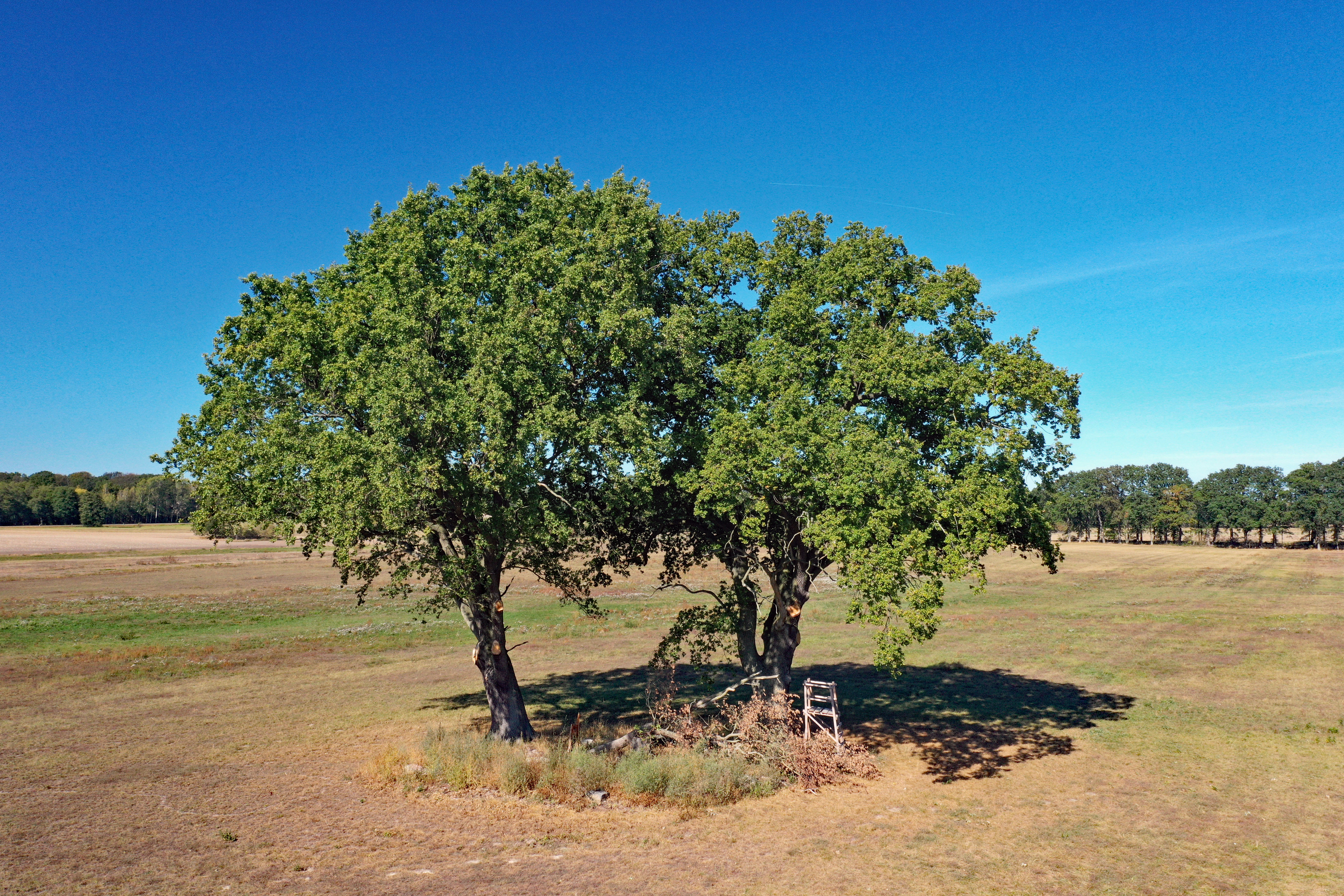
Luftbild von Grab 2

Grab 3 befindet sich 150 m nordöstlich von Grab 2 und ist zu schlecht erhalten, um sich einem bestimmten Grabtyp zuordnen zu lassen. Der Grabhügel ist oval und erreicht eine Höhe von 0,3 m. Insgesamt sind noch 14 Steine erhalten. Nur ein aufrecht stehender kann als Tragstein identifiziert werden, bei allen anderen kann nicht mehr zwischen Einfassungs-, Trag- oder Decksteinen unterschieden werden. Die gesamte Grabanlage misst 12,5 m × 7,7 m.

Großsteingrab Mehmke 3, Details
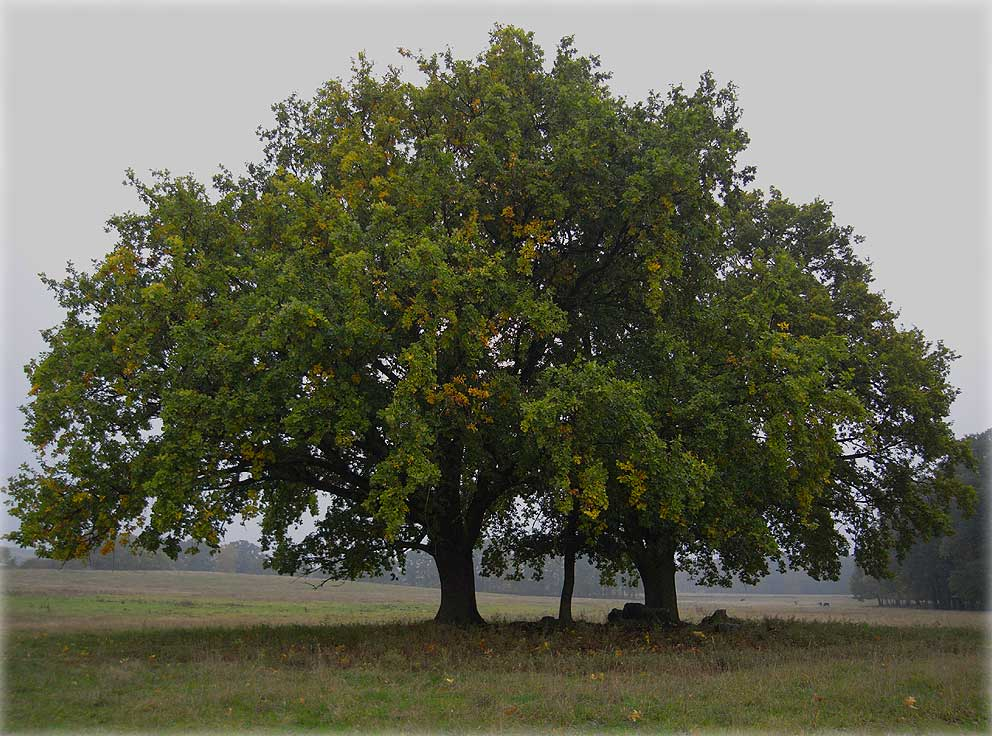
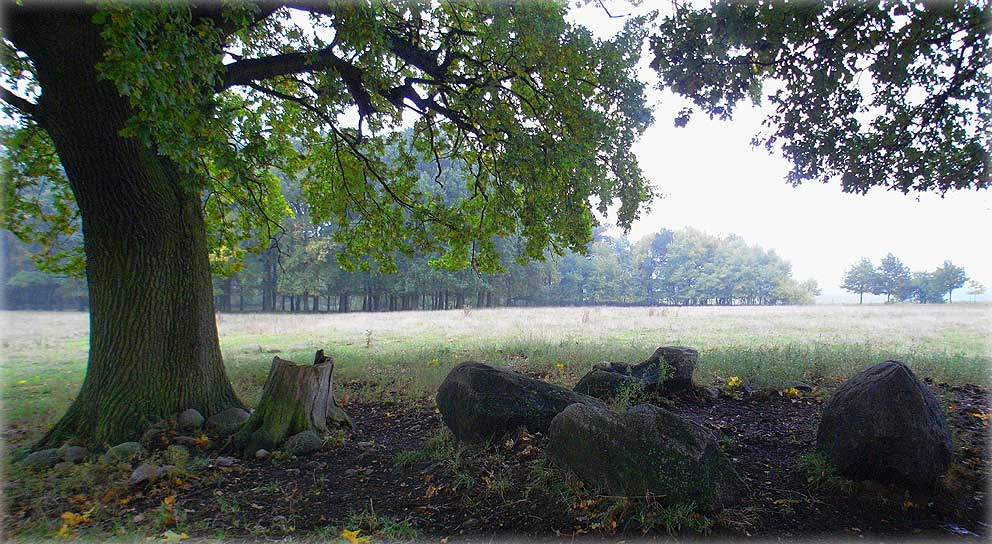